# Séméacq-Blachon
Séméacq-Blachon ist eine französische Gemeinde mit 156 Einwohnern (Stand 1. Januar 2022) im Département Pyrénées-Atlantiques in der Region Nouvelle-Aquitaine (vor 2016: Aquitanien). Die Gemeinde gehört zum Arrondissement Pau und zum Kanton Terres des Luys et Coteaux du Vic-Bilh (bis 2015: Kanton Lembeye).
Der Name in der gascognischen Sprache lautet Semiac-Blaishon.
Die Bewohner werden Séméacquois und Séméacquoises oder Blachonnais und Blachonnaises genannt.

## Geographie
Séméacq-Blachon liegt circa 40 Kilometer nordöstlich von Pau in der Region Vic-Bilh der historischen Provinz Béarn am nordöstlichen Rand des Départements.
Umgeben wird Séméacq-Blachon von den Nachbargemeinden:
|                | Aurions-Idernes                             | Crouseilles Lasserre |
| Arricau-Bordes | Kompassrose, die auf Nachbargemeinden zeigt | Monpezat             |
| Castillon      | Corbère-Abères                              | Moncaup              |

Séméacq-Blachon liegt im Einzugsgebiet des Flusses Adour. Der Larcis, ein Nebenfluss des Lées, markiert die Grenze zu den östlichen Nachbargemeinden Crouseilles, Lasserre, Monpezat und Moncaup. Seine Nebenflüsse Ruisseau de Sourvayet und Ruisseau de Touet durchqueren das Gebiet der Gemeinde Séméacq-Blachon.

## Geschichte
Die Dörfer Séméacq und Blachon, die sich 1790 zusammenschlossen, hatten im Mittelalter eine gewisse Bedeutung aufgrund ihrer strategischen Lage auf Anhöhen über dem Tal des Larcis. Mehrere frühgeschichtliche Hügelgräber, die auf dem Gemeindegebiet entdeckt wurden, lassen auf eine frühe Besiedelung des Landstrichs schließen. Ebenso sind Anzeichen eines Landguts aus der gallorömischen Zeit gefunden worden. Bei der Volkszählung im Béarn im Jahre 1385 wurden in Séméacq rund 30 Haushalte gezählt, darunter der eines Schmieds, eines Pfarrers und eines Grundherrn. Es gehörte auch ein Viertel zur Gemeinde, das von Cagots bewohnt war. Diese bildeten eine Personengruppe, die vom 13. bis weit ins 19. Jahrhundert hinein in Spanien und Frankreich aus heute noch unbekannten Gründen diskriminiert, räumlich vom Rest der Bewohner getrennt und weitgehend vom gesellschaftlichen Leben ausgeschlossen war. Blachon hingegen zählte nur fünf Häuser und gehörte zur Bailliage von Lembeye, besaß aber seit 1343 ein Laienkloster, das dem Vicomte von Béarn unterstand. Zu beiden Dörfern gehörte je ein Schloss und eine Kirche.
Toponyme und Erwähnungen von Séméacq waren:
- Semeacum (1118, Kopialbuch des Schlosses von Pau, Nr. 1),
- Semeagon und Semiac (1674 bzw. 1683, réformation de Béarn, Manuskriptsammlung des 16. bis 18. Jahrhunderts),
- Séméacq (1739, Zählung von Séméacq, E. 44),
- Semeac (1750, Karte von Cassini),
- Semeacq (1793, Notice Communale),
- Seméacq (1801, Bulletin des lois) und
- Séméac (1863, Dictionnaire topographique du département des Basses-Pyrénées).[4][5][6]

Toponyme und Erwähnungen von Blachon waren:
- Blaysso (12. Jahrhundert, laut Pierre de Marcas Buch Histoire de Béarn, S. 448),
- Blexoo (1343, hommages de Béarn, Blatt 43),
- Blasxoo (1385, Volkszählung im Béarn),
- Blaxoo (1396, Notare aus Navarrenx),
- Blaixoo und Blaxon (1538 et 1546, réformation de Béarn, B. 833) und
- Blachon (1750, Karte von Cassini).[4][5]

### Einwohnerentwicklung
Nach dem Beginn der Aufzeichnungen wuchs die Gemeinde und erreichte den Höchststand ihrer Größe mit 635 Einwohnern in der Mitte des 19. Jahrhunderts. In der Folge setzte eine Phase der Stagnation mit kurzen Erholungsphasen ein, die bis heute andauert.
| Jahr      | 1962 | 1968 | 1975 | 1982 | 1990 | 1999 | 2006 | 2009 | 2022 |
| --------- | ---- | ---- | ---- | ---- | ---- | ---- | ---- | ---- | ---- |
| Einwohner | 232  | 226  | 213  | 190  | 190  | 178  | 174  | 175  | 156  |

## Sehenswürdigkeiten

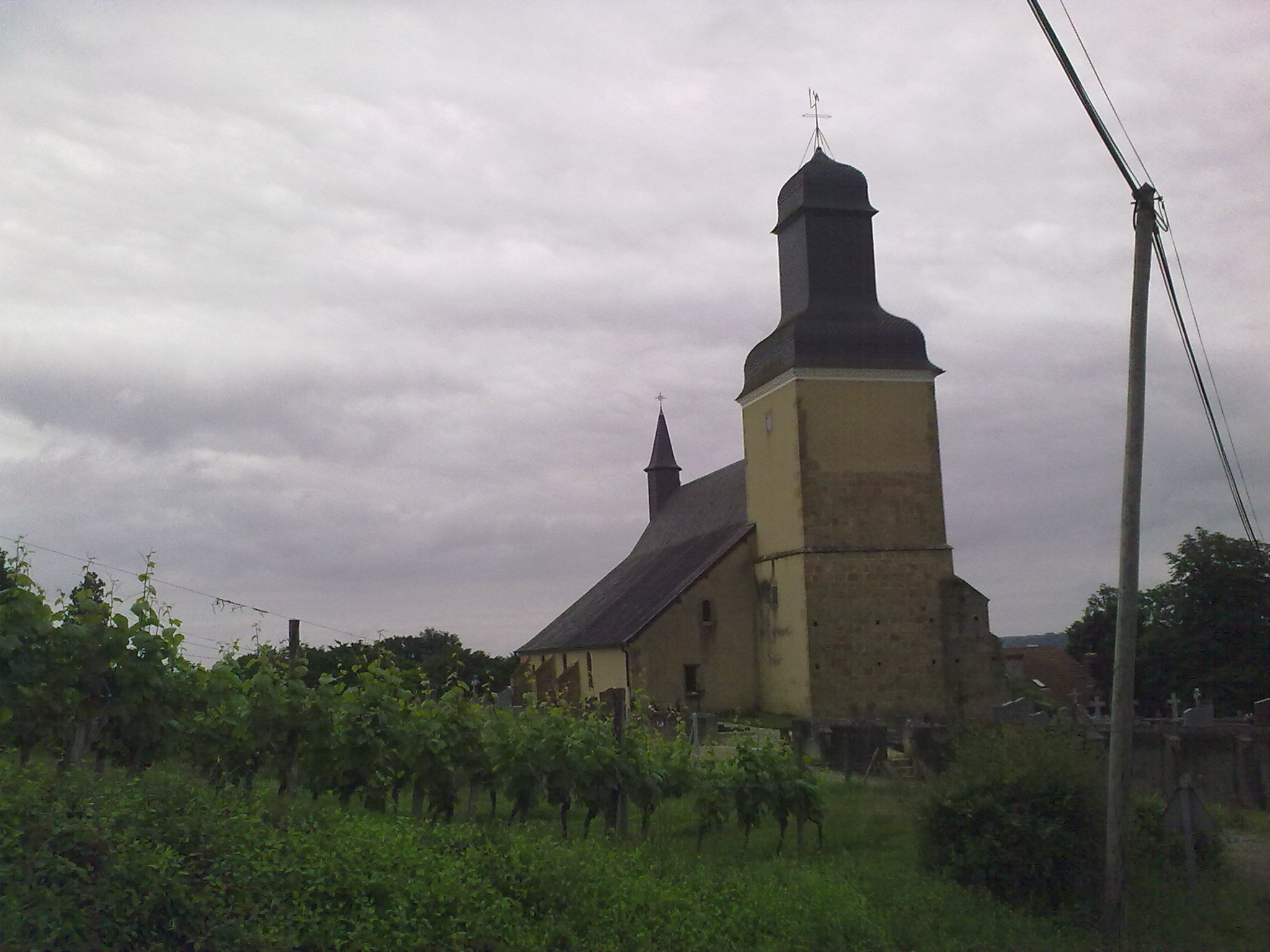
Pfarrkirche Saint-Vincent in Séméacq

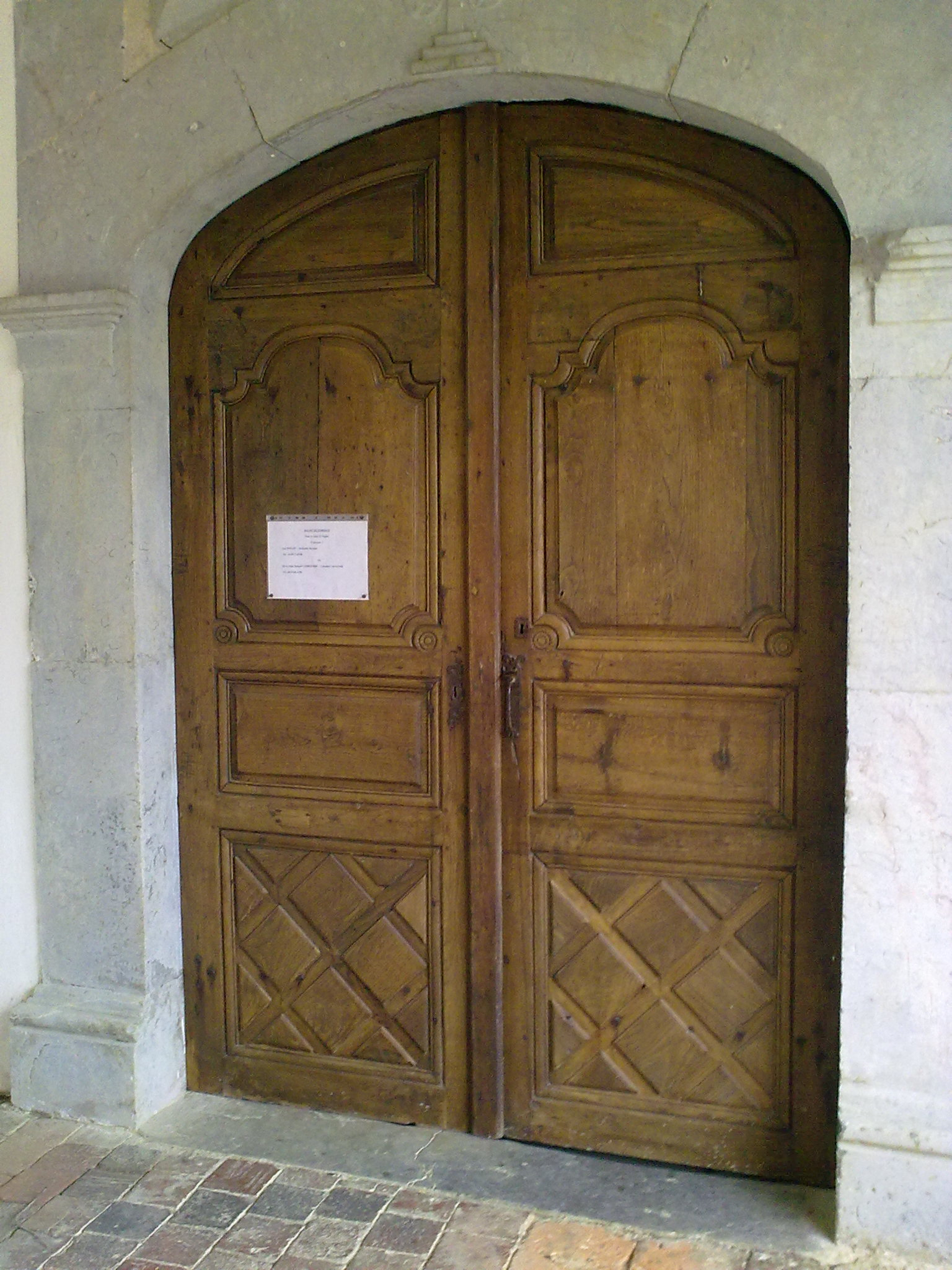
Eingang der Pfarrkirche in Séméacq

- Pfarrkirche in Séméacq, gewidmet dem heiligen Vinzenz von Valencia. Die Kirche ist vermutlich in der romanischen Epoche errichtet worden, denn die Fassade ihres Glockenturms datiert teilweise aus dem 12. Jahrhundert. Im Jahre 1667 wurde der Raum der Sakristei umgebaut. Der mit Schiefer gedeckte Glockenturm über dem Eingangsvorbau ist 1754 zum größten Teil neu gebaut worden. Der Bogen des Eingangs trägt eine entsprechende Jahreszahl. Die südliche Fassade wird durch dicke Strebewerke gestützt. Das Langhaus bietet Platz für ein Haupt- und ein Seitenschiff. Zahlreiche Ausstattungsgegenstände aus dem 17. bis 20. Jahrhundert sind als nationale Kulturgüter registriert. Darunter befindet sich das Altarretabel, das aus der zweiten Hälfte des 17. Jahrhunderts datiert. Zwei Gemälde sind der Überlieferung nach eine Gabe von Pierre de Marca (1594–1662) aus Ausgleich für eine Jugendsünde. Das eine zeigt eine Mater Dolorosa, das andere das Martyrium des heiligen Vincent.[8][9]

- Kirche in Blachon, gewidmet dem heiligen Orentius, Bischof von Auch im fünften Jahrhundert. Die romanischen Ursprünge der Kirche gehen bis in das 11. oder 12. Jahrhundert zurück. Das einschiffige Langhaus wird mit einer halbrunden Apsis verlängert und ist mit einem Glockengiebel abgeschlossen. Auch diese Kirche birgt viele Ausstattungsgegenstände aus dem 17. bis 19. Jahrhundert, die als nationale Kulturgüter registriert sind.[10][11]

- Schloss von Séméacq. In der Volkszählung von 1385 ist eine mittelalterliche Burg, Sitz des Grundherrn von Séméacq, erwähnt worden. Von dieser ist heute nur eine kleine Erdbefestigung zu erkennen, umsäumt von Gräben sichtbar nahe der Stelle, an der das Schloss vermutlich im 16. Jahrhundert errichtet wurde. 1385 war die Grundherrschaft im Besitz von Sanche de Gabaston, im Jahre 1618 wurde sie an die Familie Camon-Dadou verkauft, die gleichzeitig über das Laienkloster von Blachon verfügten. Zwischen 1681 und 1716 gelangte das Schloss in die Hände der Familie Lacaze de Lembeye, die es bis zur Französischen Revolution behielten. Sie veranlassten einen Umbau des Schlosses in der zweiten Hälfte des 18. Jahrhunderts, wie die Jahreszahlen „1776“ auf dem Sturz des Eingangs und „1787“ auf dem Schlussstein des Bogens an der Scheune belegen. Das Schloss ist mit zwei Etagen und einem Dachgeschoss ausgestattet und zeigt architektonische Elemente, die typisch für Adelshäuser des 18. Jahrhunderts im Vic-Bilh sind. Darunter zählt die Innentreppe, die im Erdgeschoss zwei Zimmer teilt und das Dach, das mit kleinen Flachziegeln gedeckt ist und an der Rückseite durch einen Anbau verlängert ist.[12][13]

- Schloss von Blachon. Die Familie Camon-Dadou stellte ab 1566 die Äbte des Laienklosters von Blachon durch eine Heirat von Jean de Camon mit Jacqueline de Navailles. Jean de Camon veranlasste im späten 16. Jahrhundert den Bau des Schlosses als Sitz des Laienklosters. Die Familie Camon-Dadou behielt es bis zum 19. Jahrhundert. Es handelt sich um ein L-förmig angeordnetes Gebäude mit zwei Stockwerken und einem Dachgeschoss, das auf einen Innenhof führt. An der Nordfassade wird es von einem quadratischen Turm und einer Tourelle flankiert. Das Eingangsportal datiert vermutlich aus der zweiten Hälfte des 17. Jahrhunderts. Zwischen 1770 und 1780 wurde das Haupthaus restauriert und der Westtrakt und eine zweite Tourelle hinzugefügt. In der Nähe der Gebäude befindet sich ein Taubenschlag aus dem späten 18. Jahrhundert.[14][15]

## Wirtschaft und Infrastruktur

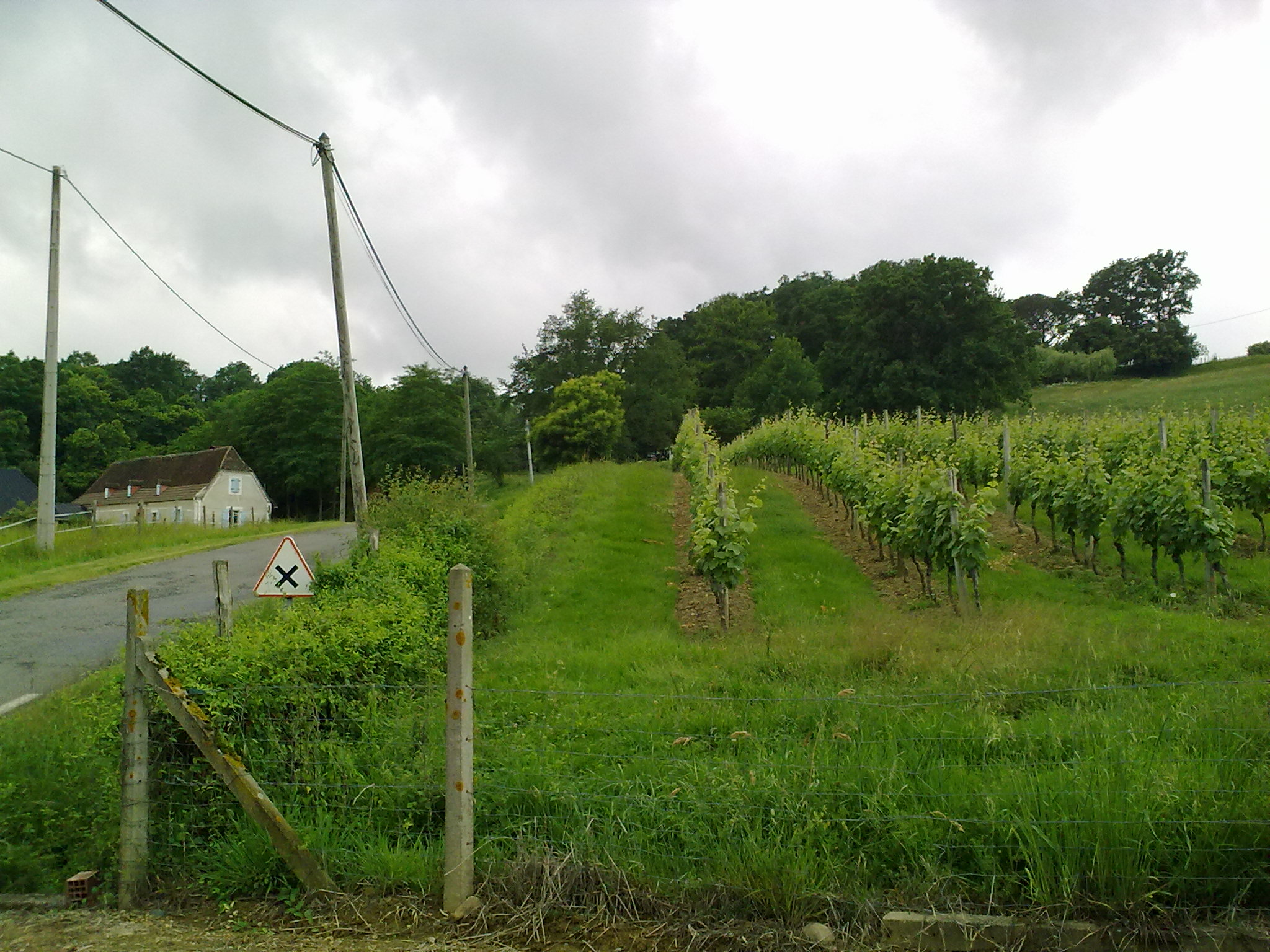
Weinberg in Séméacq-Blachon

Die Landwirtschaft ist der wichtigste Wirtschaftsfaktor der Gemeinde.
Séméacq-Blachon liegt in den Zonen AOC der Weinanbaugebiete des Béarn, Madiran und Pacherenc du Vic-Bilh.

### Verkehr
Séméacq-Blachon wird durchquert von den Routes départementales 139, 205, 221, 228 und 298 und ist über eine Linie des Busnetzes Transports 64 über Pau mit anderen Gemeinden des Départements verbunden.

## Sport
Im Jahr 2024 führte die Tour de France auf der 13. Etappe durch Séméacq-Blachon. Auf der D139 wurde mit der Côte de Blachon (309 m) eine Bergwertung der 4. Kategorie abgenommen. Diese wies auf einer Länge von 1,5 Kilometern eine durchschnittliche Steigung von 6,9 % auf. Der Norweger Tobias Halland Johannessen gewann die Bergwertung.

## Persönlichkeiten
Maurice Delom-Sorbé, geboren am 17. September 1898 in Mont-de-Marsan (Département Landes), gestorben am 29. Juni 1986 in Séméacq-Blachon, war Politiker der Dritten Französischen Republik. Er erhielt im Ersten Weltkrieg das Croix de guerre. Maurice Delom-Sorbé ließ sich nach dem Krieg in Séméacq-Blachon nieder, wurde Bürgermeister und Abgeordneter linksgerichteter Parteien in der Nationalversammlung. Am 10. Juli 1940 stimmte er gegen das Ermächtigungsgesetz, das die Dritte Französische Republik beendete.